# Manuel de Aliaga Bayod i Salas Guasquí
Manuel de Aliaga Bayod y Salas Guasquí (Xerta, 1749 – Reus, segle XIX) va ser un advocat i teòric musical català.

## Biografia
Amb setze anys va començar a exercir com a escrivà, fet que li donaria una base laboral sòlida. Era fill de Manuel Aliaga pagès natural de Xerta i de Brígida Salas. El 17 de maig de 1769es va casar a Falset amb Maria Marco Sangenis, i dos anys més tard va entrar en el món de la jurisprudència quan va ser nomenat procurador de causes i cobrançes de Reus. La seva etapa estudiantil va ser una mica moguda, ja que l'any 1775 va començar una carrera literaria a Valladolid, on també va cursar un any de filosofia; es va passar a la Universitat de València, on va cursar els dos primers anys de lleis, i va finalitzar els seus estudis obtenint el títol de baxillerat a Osca (1779). L'any 1783, va ser nomenat advocat de Reus, Vilaseca i Salou. Uns anys més tard (1793), va rebre el títol d'acadèmic a la Reial Acadèmia de les Bones Lletres de Barcelona i va ser admés com a soci a la Reial Societat Econòmica d'Amics del País d'Urgell. Va treballar com a procurador jurisdiccional al monestir de Santa Maria de Poblet (Tarragona) entre els anys 1797 i 1800. Aquells mateixos anys, també va ser actiu a la Sala del Crim de la Reial Audiencia de Barcelona.

## Obres
Va residir la major part de la seva vida a Reus, on el 1792 va publicar un tractat de cant: Arte de cantar por el canto de órgano y llano según el sistema de Guido Aretino (Reus: por Rafael Compte, impressor, 1792-1796. 3 vols.).
En el camp legal, va ser autor del manual El escribano perfecto: espejo de escribanos teórico-práctico en tres volums (Tarragona: Magín Canals, 1788) amb reedició (reedicions?) del 1805 (Cervera: Sigismundo Bou y Baranera; i Tarragona: Maria Canals, viuda) i del 1806 (Barcelona: Imp. de Juan Serra). Altres escrits seus eren: Arte de latinizar é Instituciones didascálicas de la gramática latina (Barcelona: Juan Centené y Juan Serra, 1794) amb l'apèndix Addicion á las Instituciones didascálicas de la gramática latina de Aliaga (imprès a Tarragona, sense data) i el curiós inèdit Discurso en que se manifiesta la necesidad y utilidad del breve despacho de las causas y negocios y de la composicion amistosa y voluntaria de los pleytos: ynsinuando los medios para conseguir uno y otro, con cuyos remedios pueden repararse muchisimos daños en el principado de Cataluña y particularmente en la villa de Reus y campo de Tarragona, donde hay la mayor sino extrema necesidad de acudir, por abundar como alli abunda de muy mala fe sobremanera datat a 11 d'octubre del 1788 i conservat a la biblioteca de la Universitat Jaume I.